# Serbischer Fußballpokal 2015/16
Der Serbische Fußballpokal 2015/16 (auch Kup Srbije) war die zehnte Austragung des serbischen Pokalwettbewerbs. Er wurde vom Serbischen Fußball-Bund (FSS) ausgetragen. Das Finale fand am 11. Mai 2016 im Stadion Metalac von Gornji Milanovac statt.
Pokalsieger wurde Partizan Belgrad. Das Team setzte sich im Finale gegen den FK Javor Ivanjica durch. Durch den Sieg qualifizierte sich Partizan für die 2. Qualifikationsrunde in der UEFA Europa League 2016/17. Bis zum Viertelfinale wurden die Mannschaften in zwei Töpfe platziert, so dass jedes gesetzte Team gegen ein ungesetztes antrat.

## Modus
Das Halbfinale wurde in Hin- und Rückspiel ausgetragen. In den anderen Runden wurden die Begegnungen in einem Spiel ausgetragen. Endete ein Spiel nach 90 Minuten unentschieden, kam es direkt zum Elfmeterschießen. Bis zum Viertelfinale wurden die Mannschaften in zwei Töpfe platziert, so dass jedes gesetzte Team gegen ein ungesetztes antrat.

## Teilnehmer
| SuperLiga 2014/15 (16) | SuperLiga 2014/15 (16) | Prva Liga (16) | Prva Liga (16) | Regionale Pokalsieger (5)                                                      |
| --- | --- | --- | --- | ------------------------------------------------------------------------------ |
| - FK Borac Čačak - FK Čukarički - FK Donji Srem - FK Jagodina - FK Mladost Lučani - FK Napredak Kruševac - FK Novi Pazar - Partizan Belgrad | - FK Rad Belgrad - FK Radnički 1923 Kragujevac - FK Radnički Niš - Roter Stern Belgrad - FK Spartak Subotica - Vojvodina Novi Sad - FK Voždovac - OFK Belgrad | - FK Bačka - FK Bežanija - FK BSK Borča - FK Inđija - FK Javor Ivanjica - FK Jedinstvo Putevi - FK Kolubara - FK Mačva Šabac | - FK Metalac - FK Moravac Orion Mrštane - FK Proleter Novi Sad - FK Radnik Surdulica - FK Sinđelić Belgrad - FK Sloboda Užice - FK Sloga Kraljevo - FK Sloga Petrovac | - FK Jedinstvo Paraćin - FK Loznica - FK Mokra Gora - FK ČSK Pivara - FK Zemun |

## Vorrunde
In dieser Runde traten die fünf Sieger des Regionalpokals und die fünf schlechtplatziertesten Teams der Prva Liga (Serbien) 2014/15 an.
|                      | Ergebnis        |                          |
| -------------------- | --------------- | ------------------------ |
| 2. September 2015    |                 |                          |
| FK Zemun             | 1:0             | FK Jedinstvo Putevi      |
| FK Loznica           | 2:0             | FK Sloboda Užice         |
| FK Jedinstvo Paraćin | 0:1             | FK Moravac Orion Mrštane |
| FK ČSK Pivara        | 1:0             | FK Mačva Šabac           |
| FK Mokra Gora        | 2:2 (7:6 i. E.) | FK Sloga Kraljevo        |

## 1. Runde
Teilnehmer: Die fünf Sieger der Vorrunde, die Top-Elf der Prva Liga 2014/15 und alle Teams der SuperLiga 2014/15.
|                          | Ergebnis        |                             |
| ------------------------ | --------------- | --------------------------- |
| 27. Oktober 2015         |                 |                             |
| FK ČSK Pivara            | 0:1             | FK Borac Čačak              |
| 28. Oktober 2015         |                 |                             |
| FK BSK Borča             | 3:1             | FK Mladost Lučani           |
| FK Novi Pazar            | 0:2             | FK Javor Ivanjica           |
| FK Zemun                 | 0:1             | FK Spartak Subotica         |
| FK Proleter Novi Sad     | 0:1             | FK Jagodina                 |
| FK Moravac Orion Mrštane | 0:3             | FK Napredak Kruševac        |
| FK Loznica               | 1:2             | FK Radnički Niš             |
| FK Kolubara              | 0:0 (4:5 i. E.) | Vojvodina Novi Sad          |
| FK Sinđelić Belgrad      | 0:2             | Partizan Belgrad            |
| FK Sloga Petrovac        | 0:0 (1:4 i. E.) | FK Voždovac                 |
| FK Bežanija              | 0:0 (6:5 i. E.) | FK Radnički 1923 Kragujevac |
| FK Mokra Gora            | 1:3             | FK Čukarički                |
| FK Bačka                 | 1:3             | Roter Stern Belgrad         |
| FK Radnik Surdulica      | 0:0 (3:4 i. E.) | FK Donji Srem               |
| FK Inđija                | 1:0             | FK Rad Belgrad              |
| FK Metalac               | 3:3 (6:7 i. E.) | OFK Belgrad                 |

## Achtelfinale
|                      | Ergebnis        |                  |
| -------------------- | --------------- | ---------------- |
| 2. Dezember 2015     |                 |                  |
| OFK Belgrad          | 5:0             | FK Donji Srem    |
| FK Voždovac          | 0:1             | Partizan Belgrad |
| FK Jagodina          | 2:0             | FK BSK Borča     |
| FK Spartak Subotica  | 3:2             | FK Bežanija      |
| Vojvodina Novi Sad   | 1:0             | FK Inđija        |
| FK Napredak Kruševac | 0:2             | FK Radnički Niš  |
| FK Javor Ivanjica    | 1:1 (4:3 i. E.) | FK Čukarički     |
| Roter Stern Belgrad  | 1:5             | FK Borac Čačak   |

## Viertelfinale
|                   | Ergebnis        |                     |
| ----------------- | --------------- | ------------------- |
| 2. März 2016      |                 |                     |
| FK Jagodina       | 0:2             | FK Spartak Subotica |
| FK Borac Čačak    | 2:0             | OFK Belgrad         |
| FK Javor Ivanjica | 2:2 (5:3 i. E.) | Vojvodina Novi Sad  |
| Partizan Belgrad  | 2:0             | FK Radnički Niš     |

## Halbfinale
|                              | Gesamt |                     | Hinspiel | Rückspiel |
| ---------------------------- | ------ | ------------------- | -------- | --------- |
| 16. März 2016020. April 2016 |        |                     |          |           |
| FK Javor Ivanjica            | 3:2    | FK Borac Čačak      | 2:1      | 1:1       |
| Partizan Belgrad             | 3:0    | FK Spartak Subotica | 0:0      | 3:0       |

## Finale
| Paarung           | Partizan Belgrad – FK Javor Ivanjica |
| Ergebnis          | 2:0 (1:0) |
| Datum             | 11. Mai 2016 |
| Stadion           | Stadion Metalac, Gornji Milanovac |
| Zuschauer         | 4.500 |
| Schiedsrichter    | Milorad Mažić |
| Tore              | 1:0 Marko Jovanović (35.) 2:0 Dušan Vlahović (90.+7') |
| Partizan Belgrad  | Bojan Šaranov – Miroslav Vuliević, Marko Jovanović, Cédric Gogoua, Miroslav Bogosavac – Saša Ilić , Everton Luiz, Darko Brašanac – Marko Golubović (90.+5' Alen Stevanović), Waleri Boschinow (72. Dušan Vlahović), Nemanja Mihajlović. Cheftrainer: Ivan Tomić |
| FK Javor Ivanjica | Vladan Đogatović – Marko Gajić (78. Nikola Vujović), Milovan Milović, Đorđe Crnomarković, Nemanja Miletić – Marko Docić, Jovan Đokić, Nnaemeka Ajuru (65. Eliomar) – Ivan Josović, Igor Stojaković – Stefan Dražić. Cheftrainer: Mladen Dodić                   |
| Gelbe Karten      | Miroslav Bogosavac, Cédric Gogoua, Everton Luiz, Marko Jovanović, Dušan Vlahović – Igor Stojaković, Nemanja Miletić |